# Nagata Masaichi

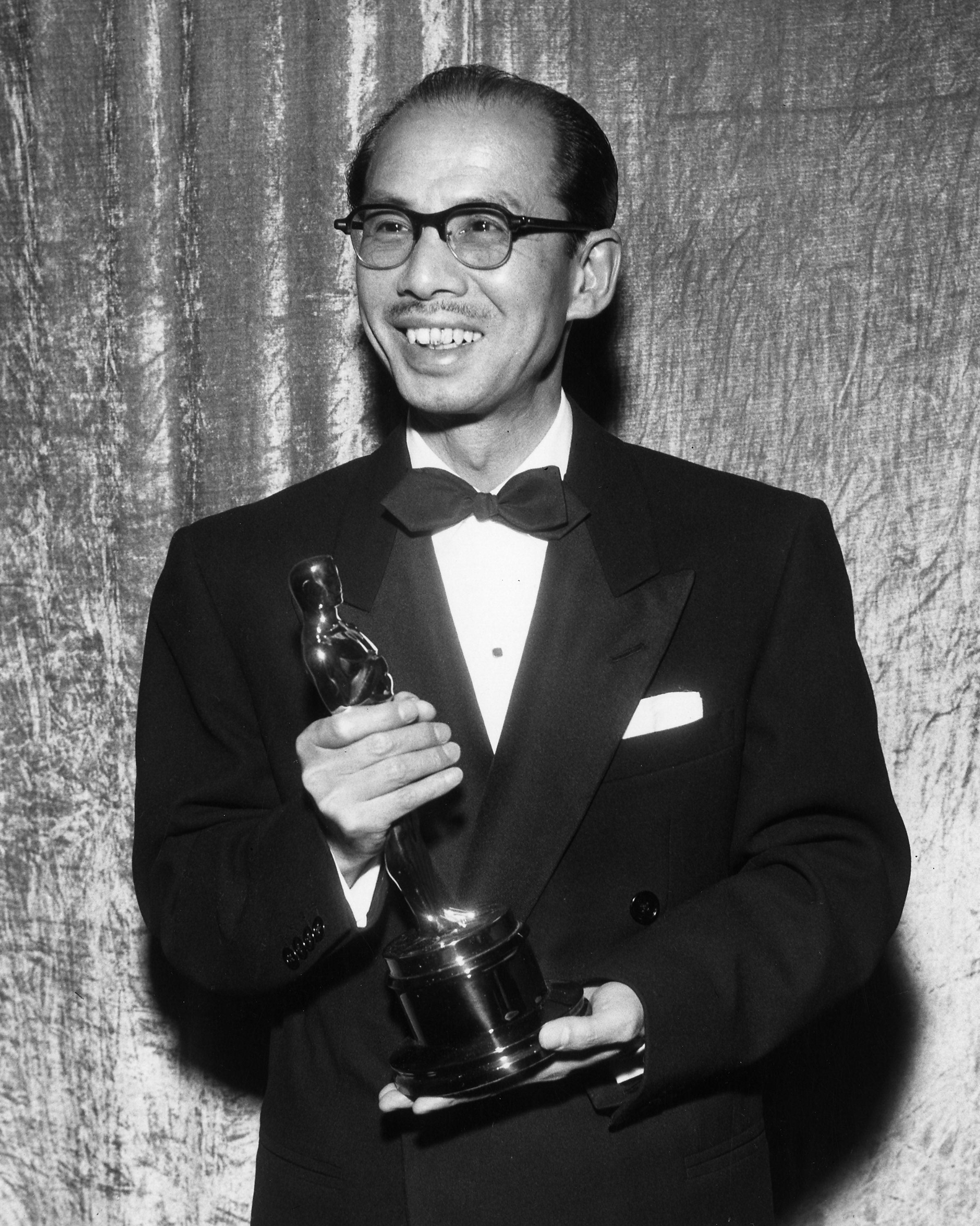
Nagata Masaichi

Nagata Masaichi (japanisch 永田 雅一; geboren 21. Januar 1906 in Kyōto; gestorben 24. Oktober 1985) war ein japanischer Film-Unternehmer und Besitzer eines professionellen Baseball-Teams.

## Leben und Wirken
Nagata Masaichi verließ 1915 ohne Abschluss die höhere Handelsschule „Ōkura Kōtō Shōgyō Gakkō“ (大倉高等商業学校) in Tokio. Mit Empfehlung des Regisseurs Makino Shōzō (1878–1929) begann er 1914 im Film Studio Kyōto des Unternehmens „Nihon Katsudō Shashin“ (日本活動写真) – „Nikkatsu“ – zu arbeiten. 1934 wurde er stellvertretender Direktor von „Daiichi Eiga“ (第一映画社), 1936 Direktor von „Shinko Kinema“ (新興キネマ) und Direktor dessen Kyōto Film Studio. Er produzierte mit Mizoguchi Kenji als Regisseur meisterliche Filme wie 1936 „Osaka Elegie“ (浪華悲歌, Naniwa ereji) oder „Die Schwestern von Gion“ (祇園の姉妹, Gion no shimai). 1942 wurde er Geschäftsführer von „Dainippon Film Production“ (大日本映画製作) – „Daiei“ – und 1947 Präsident des Unternehmens.
Im Januar 1947 musste Nagata im Rahmen des von den Alliierten verhängten „Red Purge“ alle öffentlichen Ämter aufgeben, konnte aber im Mai seine Arbeit wieder aufnehmen. 1951 gewann der von ihm produzierte Film „Rashomon“ (Regie: Kurosawa Akira) als erster japanischer Film den Goldenen Löwen der Filmfestspiele Venedig. Auch seine weiteren Filme waren erfolgreich, es war das Goldene Zeitalter von Daiei.
Nagata wurde alleiniger Besitzer einer professionellen Baseball-Mannschaft und wirkte als erster Präsident der „Pacific League“. Aus dieser Zeit stammt sein Spitzname „Nagata-Trompete“ (永田ラッパ, Nagata Rappa), was auf sein lautstarkes Auftreten Bezug nimmt. Er besaß auch eine Pferderennbahn.
Auch in der Politik war Nagata tätig als „Kuromaku“ (黒幕), als „graue Eminenz“, zog sich aber nach 1956 daraus zurück. Mit dem Konkurs von Daiei 1966 gab er die Präsidentschaft auf, kam aber 1976 als Hersteller mit dem Film „Kimi yo fun’nu no kawa o watare“ (君よ憤怒の河を渉) – etwa „Hallo, du musst den Fluss des Zornes überqueren!“, in dem Ken Takakura und Ryoko Nakano (中野 良子; * 1950) die Hauptrollen spielten – und anderen Filmen wieder zum Erfolg. Weitere Filme (Auswahl), die Nagata produzierte, sind: Das Höllentor, Daimajin, Daimajin Ikaru, Sansho Dayu – Ein Leben ohne Freiheit, Gamera – Frankensteins Monster aus dem Eis, Kagi, Abschied in der Dämmerung, Nobi. Über sein Leben schrieb er in „Eiga michi masshigura“ (映画道まっしぐら) – „Auf der Filmstraße geradeaus“.
Nagata wurde u. a. ausgezeichnet 1954 mit dem Kikuchi-Kan-Preis, 1955 mit der Ehrenmedaille am Violetten Band, 1951 mit dem französischen Ordre des Arts et des Lettres und 1966 mit der Ehrenmedaille am Blauen Band. Nach seinem Tod wurde er in die „Yakyū Dendō“ (野球殿堂), die „Ruhmeshalle des Baseballs“, aufgenommen.